# Zamrzlá evoluce

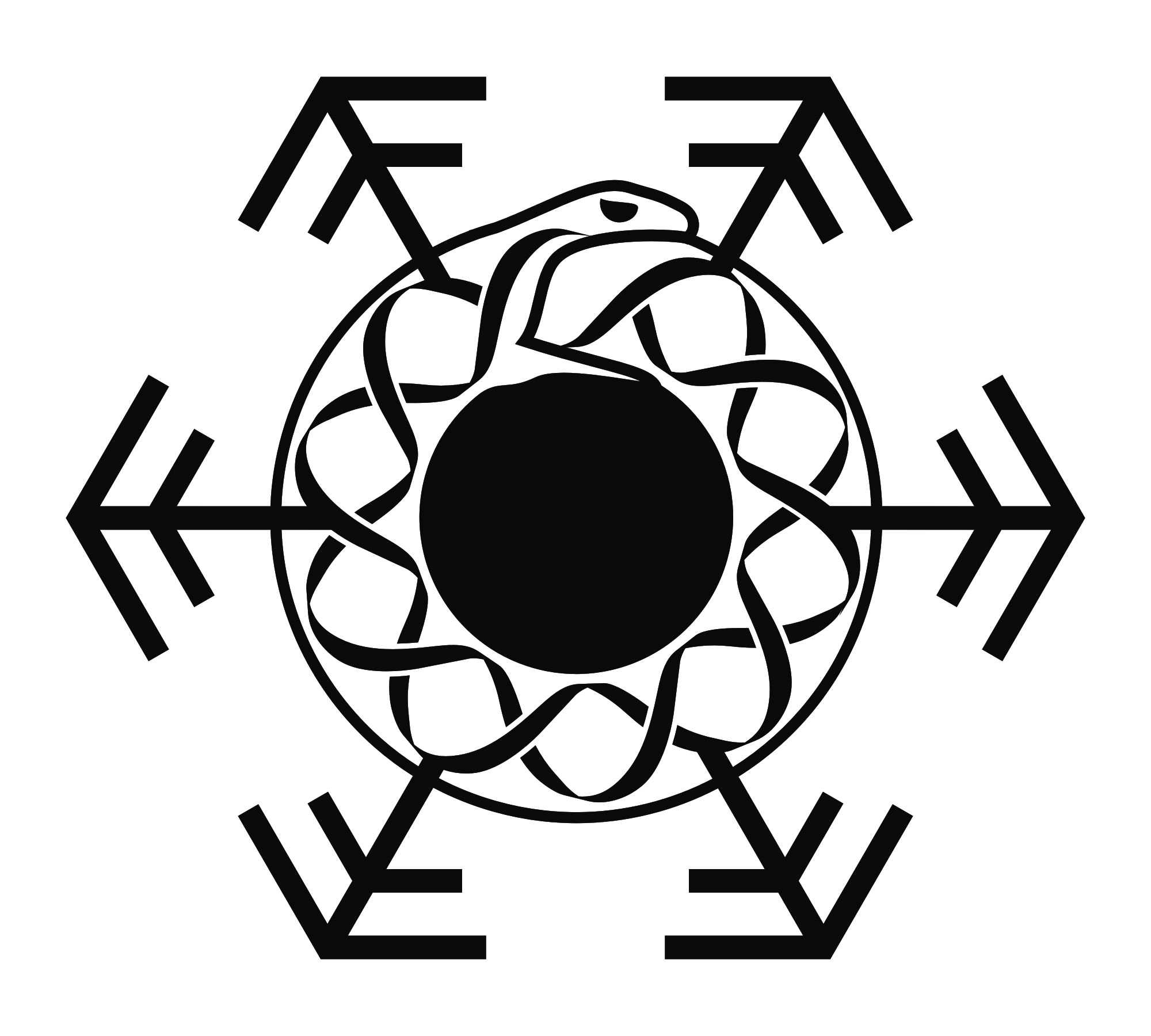
Logo zamrzlé evoluce

Zamrzlá evoluce je teoretickým konceptem českého evolučního biologa profesora Jaroslava Flegra. Tento koncept v sobě zahrnuje i dříve formulovanou teorii zamrzlé plasticity.
Teorie zamrzlé plasticity popisuje mikroevoluci pohlavních druhů. Od hlavního proudu neodarwinismu se liší především tím, že předpokládá dlouhodobou stabilitu ve vlastnostech těchto druhů a silná omezení při jejich nevratném přizpůsobování prostřednictvím přirozeného výběru. K výraznějším přizpůsobením podle ní může docházet jen po určitých typech speciací (např. peripatrické speciaci) na počátku existence druhů. Po většinu doby své existence jsou podle teorie zamrzlé plasticity druhy evolučně zamrzlé a na přírodní výběr reagují jen změnami v zastoupení již přítomné genetické variability.
Teorie zamrzlé evoluce popisuje makroevoluční důsledky evolučního zamrzání pohlavních druhů postulovaného teorií zamrzlé plasticity. Jednotlivé znaky podle této teorie nerozmrzají při vzniku nového druhu stejně snadno. V delším časovém měřítku se tak podle ní v jednotlivých evolučních liniích hromadí principem třídění z hlediska stability znaky, které nemohou rozmrznout za žádných představitelných podmínek. Evolvabilita druhů odštěpených v rámci těchto linií se podle teorie zamrzlé evoluce postupně snižuje, což může vést až k drastické ztrátě schopnosti odpovídat na selekční tlaky prostředí a tlaku na vznik symbióz, koloniality, mnohobuněčnosti či sofistikované genetické architektury znaků.
Jaroslav Flegr na dané téma napsal knihu Zamrzlá evoluce aneb Je to jinak, pane Darwin, která dostala v roce 2007 cenu Magnesia Litera v kategorii naučná literatura. Byla přeložena do anglického jazyka a vyšla pod názvem Frozen Evolution.

## Teorie zamrzlé plasticity

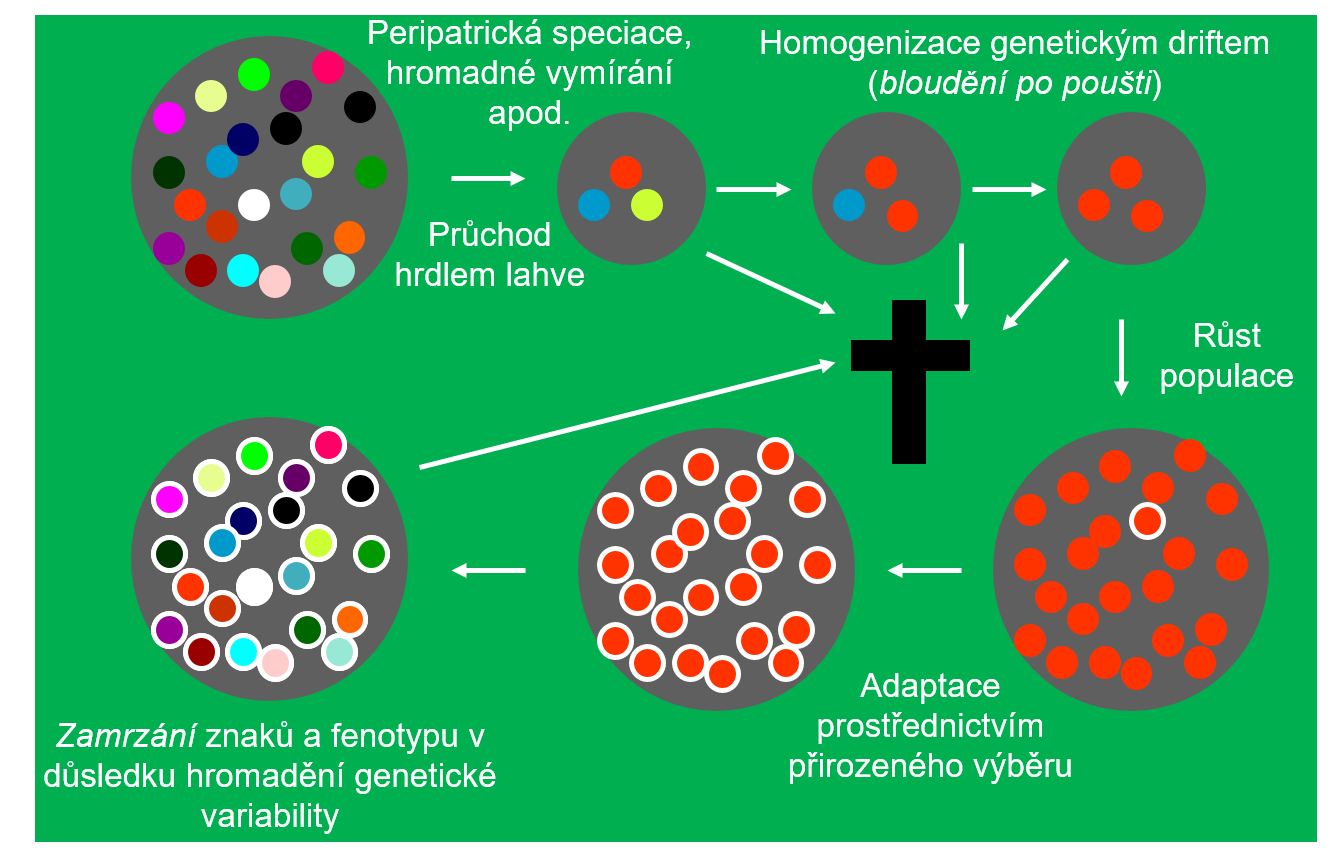
Přechod z elastické do plastické fáze Evoluce druhu podle teorie zamrzlé plasticity.
Pohlavní druhy stráví podle teorie zamrzlé plasticity většinu doby své existence v elastickém stavu, kdy jsou schopny se přizpůsobovat selekčním tlakům prostředí jen vratně (elasticky) posunem frekvencí alel (barevné kroužky) již přítomných v rámci genetického polymorfismu. Výrazného a nevratného přizpůsobení jsou podle ní schopné jen po přechodu do plastické fáze. Prvním krokem tohoto přechodu je podle ní oddělení malé části populace a redukce přítomného polymorfismu vlivem efektu zakladatele a následně působením genetického driftu v procesu tzv. bloudění po poušti. Pokud následně dojde ke zvětšení populace, může se podle teorie zamrzlé plasticity druh díky jednotnému genetickému pozadí a souvisejícímu stabilnímu vlivu alel na fitness začít nevratně (plasticky) přizpůsobovat novým podmínkám. Časem ovšem podle teorie zamrzlé plasticity nový druh neodvratně nahromadí genetický polymorfismus, a to včetně alel s frekvenčně závislým vlivem na fitness, a přejde do elastické fáze své existence. Ve všech částech přechodu do elastického stavu podle Flegra hrozí značné riziko vymření vznikajícího druhu, takže ke zplastičtění dochází nesmírně vzácně.

### Omezená dědičnost fenotypu pohlavních druhů
Na rozdíl od nepohlavních druhů představuje fungování přirozeného výběru u pohlavních druhů teoretický problém, který podle J. Flegra nedokáže plně vysvětlit ani dnešní genocentrický pohled na evoluci reprezentovaný teorií sobeckého genu. Genotyp potomka se u pohlavních organismů skládá z alel namíchaných náhodně po jedné polovině od otce a od matky. Jedna alela může ovlivňovat mnoho znaků (pleiotropie) a jeden znak je téměř vždy spoluvytvářený činností mnoha alel (epistáze). Vliv alel na fenotyp navíc není stálý, ale kontextově závislý – závisí na tom, se kterými alelami stejného genu i jiných genů se daná alela nachází v genomu jedince. Vliv jednotlivých alel na výslednou biologickou zdatnost (fitness) jedince je ještě komplikovanější, často totiž navíc závisí i na frekvenci dané alely i frekvencích dalších alel v populaci. Vliv alel na biologickou zdatnost tak lze nejlépe popsat pomocí aparátu evolučně stabilních strategií. Kontextová a frekvenční závislost se navíc netýká jen vztahu mezi alelami a celkovou biologickou zdatností organismu, ale i vztahu mezi znaky jedince a jeho fitness. Dědičnost fenotypu a potažmo biologické zdatnosti je tedy u pohlavních organismů velmi malá a přirozený výběr, a to i na úrovni jednotlivých alel, u nich za normálních podmínek může fungovat jen velmi omezeně.

### Přizpůsobování pohlavních druhů
Podle teorie zamrzlé plasticity nejsou pohlavní druhy za normálních podmínek schopné nevratného přizpůsobení selekčním tlakům prostředí. Jakákoli nová alela, ať už vzniklá v důsledku mutace, nebo introdukovaná migrantem z jiné populace, se podle ní zachytí do složité sítě vzájemně provázaných vlivů alel na biologickou zdatnost. Nemůže být fixována ani eliminována (zcela vymizí zřejmě jen alely s výrazně negativním vlivem na fitness) a v populaci se udržuje v určitém rovnovážném zastoupení. Díky stejným procesům si podle ní pohlavní druhy udržují dlouhodobě vysoký genetický polymorfismus. Na momentální selekční tlaky prostředí tak podle Flegra dokáží zprvu odpovídat velmi rychle, a to pouhým posunem zastoupení alel již přítomných v populaci. Se zvětšujícím se vychýlením oproti původnímu stavu však podle něj systém klade vlivem negativních pleiotropických účinků selektovaných alel čím dál větší odpor a přizpůsobení se zpomaluje. Klíčovou roli v tomto procesu podle autora zřejmě hrají alely udržované v polymorfním stavu frekvenčně závislou selekcí a jejich funkční provázání s ostatními alelami. Po skončení selekčního tlaku se podle teorie zamrzlé plasticity frekvence alel i fenotyp druhu vrací více méně k původním hodnotám. Pohlavní druhy se tudíž podle teorie zamrzlé plasticity po většinu času své existence přizpůsobují tlakům prostředí elasticky – zpočátku snadno, se zvětšující se odchylkou od původního stavu hůře a hůře, až nakonec vůbec.
K nevratnému, plastickému, přizpůsobení pohlavních druhů může podle teorie zamrzlé plasticity docházet jen v určitých úsecích jejich existence. Základním předpokladem je redukce genetického polymorfismu prostřednictvím fixací a eliminací alel, která vede k tomu, že se nová alela v každé generaci nachází v sousedství stejných alel. Takováto redukce nastává zejména při peripatrické speciaci, třeba při kolonizaci ostrova malým počtem jedinců, ale podobný vliv by podle Flegra mohlo mít např. i rychlé, náhodné a drastické vymření zástupců daného druhu na většině původního areálu. Obě situace doprovází tzv. efekt zakladatele, v jehož důsledku přejde do nové populace jen málo alel z původního druhu a v důsledku náhody mohou vymizet i některé alely původně velmi hojné. Zbylý genetický polymorfismus, zejména alely udržované frekvenčně závislým výběrem, ale podle teorie zamrzlé plasticity může vymizet jen působením náhody, tj. genetického driftu a příbuzenského křížení, při tzv. bloudění po poušti – mnoha generacích přežívání v malém počtu jedinců, ve kterém nerozhoduje o přežití jedince žádný typ přirozeného výběru, ale pouze náhoda. Pokud nový druh ve stavu vzniku při těchto dramatických událostech nevymře, může dojít souhrou náhodných příznivých okolností ke zvětšení jeho populace. V početné populaci se začne uplatňovat přirozený výběr. Nové alely mají na jednotném genetickém pozadí vždy stejný vliv na zdatnost jedince a druh se podle teorie zamrzlé plasticity může začít plasticky přizpůsobovat novým podmínkám. Ovšem jen do doby, než se znovu nahromadí genetický polymorfismus, zejména alely, jejichž pozitivní vliv na fitness závisí negativně na jejich frekvenci v populaci, a nový, selekcí pozměněný, druh tak přejde do elastické fáze své existence.

### Doklady a testování teorie
J. Flegr uvádí na podporu teorie řadu dokladů z oborů genetiky, populační genetiky, ekologie, šlechtitelství, paleontologie a paleobiologie. Některé ze zmíněných fenoménů je podle autorových slov možné s většími či menšími obtížemi vysvětlit i dílčími hypotézami v rámci hlavního proudu neodarwinismu. Teorie zamrzlé plasticity však všechna uvedená pozorování umožňuje organicky spojit a vysvětlit prostřednictvím jednoho teoretického konceptu, nikoli mnoha jednotlivých ad hoc hypotéz. Model odvozený z teorie zamrzlé plasticity nabízí jedno z vysvětlení značného rozšíření altruistického chování.
O přímé testování ekologických implikací teorie zamrzlé plasticity se pokusil Jan Toman. Výsledky jeho srovnání ekologie starobyle nepohlavních a blízce příbuzných pohlavních linií eukaryot jsou ve vztahu k teorii zamrzlé plasticity ambivalentní. Spíše v její prospěch mluví preference studovaných nepohlavních linií pro abioticky stabilní prostorově homogenní podmínky s malým množstvím konkurentů, predátorů a parazitů včetně podmínek extrémních; srovnávané pohlavní linie naopak preferovaly prostředí bioticky a abioticky heterogennější, zvýhodňující rychlé evoluční reakce na úkor pomalejšího nevratného přizpůsobení. Nepotvrdila se však teorií zamrzlé plasticity předpovídaná tendence nepohlavních linií k větší přizpůsobivosti, v tomto případě tendence celých linií k obývání širšího rozmezí podmínek (konkrétně teplot) v porovnání s příbuznými pohlavními liniemi; srovnávané skupiny se v tomto ohledu statisticky významně nelišily.
Další možná uplatnění konceptu zamrzlé evoluce v ochraně přírody, technice, politologii a etice zmínil J. Flegr v knize Evoluční tání.

### Podobné koncepty
Autor uvádí jako hlavní inspirační zdroje teorie zamrzlé plasticity teorii přerušovaných rovnováh (punktuacionalistickou) Nielse Eldredge a Stephena Jaye Goulda, teorii evolučně stabilních strategií Johna Maynarda Smithe a teorii mezialelické selekce Williama Hamiltona, rozpracovanou následně Richardem Dawkinsem jako teorie sobeckého genu.
Teorie zamrzlé plasticity předpokládá plynulý, gradualistický, průběh evoluce nepohlavních druhů a nerovnoměrný, punktuacionalistický, průběh evoluce druhů pohlavních. Punktuacionalistický charakter evoluce mnohobuněčných druhů popsali v 70. letech 20. století coby model přerušovaných rovnováh N. Eldredge a S. J. Gould a navrhli pro něj postupně řadu alternativních vysvětlení. Další modely vysvětlující punktuacionalistický průběh evoluce představují teorie posunujících se rovnováh Sewala Wrighta, Founder-flush model Hamptona Lawrenceho Carsona, model genetické transilience Alana Templetona a model genetické revoluce Ernsta Mayra. Teorie zamrzlé plasticity předpokládá, že příčinou punktuacionalistického průběhu evoluce u pohlavních druhů je střídání krátké evolučně rozmrzlé plastické fáze a dlouhé evolučně zamrzlé elastické fáze během doby existence každého pohlavního druhu, které se ve fosilním záznamu nezbytně projeví jako nerovnoměrná rychlost evoluce. Teorii zamrzlé evoluce se nejvíce blíží Mayrův model genetické revoluce, který rovněž zdůrazňuje roli efektu zakladatele. Tento efekt často vede k náhodné a mnohdy drastické změně ve frekvenci jednotlivých alel, které jsou v původní populaci udržovány ve stabilní frekvenci v důsledku existence husté sítě vzájemných interakcí. E. Mayr tvrdí, že ve velké polymorfní populaci nemůže probíhat efektivní adaptivní evoluce proto, že tu nevítězí nejlepší alela, ale alela, která je schopná obstojně fungovat v nejširším spektru genotypů. Model založený na Mayrově genetické revoluci původně preferovali jakožto vysvětlení punktuacionalistického průběhu evoluce i autoři konceptu přerušovaných rovnováh. E. Mayr, který ještě neměl k dispozici teorii evolučně stabilních strategií, ovšem neuvažuje ústřední roli alel s frekvenčně závislým vlivem na fitness a pleiotropních efektů těchto alel na zamrzání (zelastičtění) pohlavních druhů, klíčovou úlohu snížení efektivity selekce během fáze bloudění po poušti ani úlohu následné expanze populace pro rozmrznutí (zplastičtění) nově odštěpeného druhu. Rovněž neuvažuje možnost nevratného zamrzání znaků a jejich skupin postulovanou teorií zamrzlé evoluce.

## Teorie zamrzlé evoluce

### Nevratné zamrzání znaků
Jednotlivé znaky se podle teorie zamrzlé evoluce liší v tom, jak snadno při procesech popisovaných teorií zamrzlé plasticity přecházejí z elastického do plastického stavu. Zatímco některým stačí k tomu, aby mohly začít nevratně odpovídat na selekční tlaky, jen malá redukce genetického polymorfismu, jiné stejného stavu dosáhnou až po velmi drastické redukci genetického polymorfismu spojené s efektem zakladatele a dlouhým přežíváním ve velmi malém počtu jedinců. Výjimečně se podle teorie zamrzlé evoluce mohou utvořit i znaky či jejich funkčně provázané skupiny (moduly), které by k úspěšnému rozmrznutí vyžadovaly přežívání v extrémně malém počtu jedinců po nerealisticky dlouhou dobu, tj. podmínky, které by vedly zcela jistě či s velmi vysokou pravděpodobností k vymření celé populace. Takové znaky či jejich skupiny jsou podle ní evolučně zamrzlé v podstatě nevratně. Znaky, které za realistických podmínek nemohou odpovídat na selekci, navíc podle Flegra mohou zřejmě vznikat i jinak. Může se jednat např. o znaky kódované mnoha redundantními geny se zastupitelnou funkcí. Podle teorie zamrzlé evoluce se v průběhu existence dané evoluční linie pohlavních organismů tyto znaky a jejich skupiny nevratně hromadí, a to prostřednictvím třídění z hlediska stability (tj. velmi obecným procesem, který lze shrnout tak, že nestabilní systémy přicházejí a odcházejí, zatímco stabilní přetrvávají a hromadí se). Evolvabilita dané linie se tak ireverzibilně snižuje.

### Důsledky snižování evolvability pohlavních linií
Hlavním důsledkem snižování evolvability pohlavních linií předpovězeným teorií zamrzlé evoluce je podle ní ubývání jejich disparity (tvarové a funkční mezidruhové rozmanitosti). V průběhu času náhodně vymírají v rámci dané linie skupiny odvětvené od společného předka dříve i později. Nové druhy sice stále vznikají a rozrůzňují se, ale podle teorie zamrzlé evoluce se později odštěpené skupiny mohou výrazněji lišit jen ve stále omezenějším okruhu znaků. Výjimečně podle ní sice může dojít k rozmrznutí některého silně zamrzlého znaku či skupiny znaků, statisticky se ale zřejmě uplatňuje trend k nevratné ztrátě disparity.
V dlouhých časových měřítkách může postupná ztráta evolvability vytvářet sílící tlak na alternativní řešení problému s přizpůsobováním. Těmito alternativními řešeními mohou být podle J. Flegra a J. Tomana symbiózy a symbiogeneze, přechody ke koloniálnímu způsobu života až mnohobuněčnosti či vznik modulární tělní a genetické architektury. Společným motivem těchto řešení je postup na novou úroveň hierarchické komplexity, spojení dvou či více entit nižší úrovně stejného či různého typu a jejich společná regulace. Na nové úrovni však podle teorie zamrzlé evoluce začne hromadění nevratně zamrzlých znaků a jejich skupin nanovo a celý cyklus se opakuje. Tlak ze strany nevratného zamrzání znaků tak podle teorie zamrzlé evoluce sehrál esenciální roli při nárůstu hierarchické komplexity pozemského života.

### Doklady a testování teorie
Jaroslav Flegr uvádí na podporu teorie řadu dokladů z oborů paleontologie, paleobiologie a fylogeneze. Předpovědím teorie, tj. průběžnému snižování evolvability znaků, explicitně odpovídají závěry některých konkrétních paleontologických výzkumů.
Další možná uplatnění konceptu zamrzlé evoluce v ochraně přírody, technice, politologii a etice zmínil J. Flegr v knize Evoluční tání.

### Podobné koncepty
Teorie zamrzlé evoluce předpokládá, že v dlouhodobém, makroevolučním, měřítku, dochází k zamrzání jednotlivých znaků a v důsledku toho i celých evolučních větví. Příčinou tohoto makroevolučního zamrzání druhů je podle J. Flegra [třídění z hlediska stability – znaky, které se mohou u nově vznikajících druhů měnit, přicházejí a odcházejí (resp. se mění v něco jiného), znaky, které se měnit nemohou, zůstávají a postupně se hromadí. Fenomén zamrzání evolučních větví, doprovázený snižováním disparity, popsala řada paleontologů. Postupné snižování disparity ve fosilním záznamu mnohobuněčných živočichů a dalších taxonomických skupin popsal a prostřednictvím konceptu historické kontingence vysvětloval např. S. J. Gould. Přímou souvislost s pohlavním rozmnožováním a konkrétní mechanismus, v daném případě založený na hypotetické roli meiozy a semimeiózy, pro něj však zřejmě navrhl pouze John A. Davison. Ten ve své poněkud excentrické hypotéze považuje meiózu za odvozený proces zabraňující výraznějším adaptivním změnám a limitující evoluci na generování drobných změn. Klíčovou důležitost v adaptivní evoluci přisuzuje hypotetické semimeióze, z níž podle jeho názoru byla meióza několikrát nezávisle na sobě odvozena.
Bylo opakovaně navrženo, že pohlavní rozmnožování může sloužit spíše k omezení generování nežádoucí variability než k vytváření variability žádoucí. Radikálnější myšlenka pohlavního rozmnožování jakožto procesu vedoucího ve svém důsledku k silnému omezení adaptivní evoluce je však daleko vzácnější a dříve se vyskytla pravděpodobně jen v již zmíněné hypotéze J. A. Davisona.

## Přijetí a kritika
Přijetí teorie zamrzlé plasticity sahá od razantního odmítnutí přes kritiku kvůli nedostatečnému podložení některých předpokladů, neoriginalitě či nadbytečnosti teorie až k pozitivní recepci konceptu jakožto slibné a silné hypotézy.
Pozitivního přijetí se teorie zamrzlé plasticity dočkala zejména v paleontologické a paleobiologické komunitě. Několik autorů z oboru biosémiotiky upozornilo na zajímavé analogie mezi principy a predikcemi teorie zamrzlé plasticity a evolucí znakových systémů. Kladně vyznívají i recenze anglického překladu knihy Zamrzlá evoluce aneb Je to jinak, pane Darwin, (Frozen Evolution) od B. Halla, J. Zimy a C. S. Reeveové. Teorii zamrzlé plasticity pokládají tito autoři za slibnou a knihu za kvalitní a hodnou pozornosti, Catherine S. Reeveová se vymezuje pouze proti formální stránce výkladu.
Publikované recenze autorových odborných článků k tématu teorie zamrzlé plasticity v anglickém jazyce sahají od zásadní kritiky až k častějšímu pozitivnímu přijetí s několika konstruktivními návrhy. Český evoluční biolog Jan Zrzavý kritizoval zejména přemrštěné ambice teorie zamrzlé plasticity. Nevyhranil se ani tak proti možné faktické správnosti konceptu, jako spíše proti jeho nedostatečné empirické podpoře a významu, když jej glosoval jako „poznámku pod čarou v učebnici evoluční biologie“. Lukáš Kratochvíl označil ve své přednášce zamrzlou plasticitu za teorii do jisté míry nadbytečnou, protože k přizpůsobování pohlavních druhů může z jeho pohledu docházet i řadou jiných způsobů. Teorie bývá vlažně kritizována i ze strany příznivců evolučně vývojové biologie (evo-devo), a to naopak pro svou přílišnou závislost na neodarwinistickém rozvrhu evoluce.
Zjednodušenou verzi teorie představenou v popularizační knize Zamrzlá evoluce aneb Je to jinak, pane Darwin, silně kritizovali z faktického, formálního i metodologického hlediska Tomáš Grim a Vladimír Remeš v knižní recenzi v časopisu Vesmír. Jejich hlavní argumenty směřovaly na zpochybnění samotného punktuacionalistického průběhu evoluce, přičemž se opřeli o celkovou nedostatečnost fosilního záznamu pro vyvozování dalekosáhlých evolučních závěrů. Dále operovali omezeností frekvenčně závislého vlivu alel na fitness, vysokou dědivostí mnoha znaků, neoriginalitou teorie v porovnání s ostatními koncepty punktuacionalistického průběhu evoluce, nedostatečným podložením některých předpokladů, přespříliš vágními a zjednodušenými formulacemi, špatnou prací s důkazním aparátem, spekulativností, nevhodným způsobem prezentace a údajnými nepřijatelnými argumentačními triky autora. Problémy s přizpůsobivostí pohlavních druhů označili za iluzorní a neviděli nutnost formulovat novou teorii alternativní neodarwinismu. Flegrova obhajoba byla otisknuta v témže čísle časopisu Vesmír. Kritická recenze vyvolala bouřlivou diskuzi mezi českými biology a paleontology v důsledku přesahující problematiku teorie zamrzlé plasticity. Výrazně kritický pohled na teorii zamrzlé plasticity z pozice neodarwinismu[zdroj⁠?!] a scientismu[zdroj⁠?!] představil v recenzi knihy Zamrzlá evoluce aneb Je to jinak, pane Darwin předseda Českého klubu skeptiků Sisyfos lékař Jiří Heřt. Po kladném hodnocení první, úvodní, poloviny knihy silně kritizuje Flegrovu metodologii objevu a obhajoby teorie zamrzlé plasticity, novou teorii samotnou i způsob jejího představení.[zdroj⁠?!] Teorii za nesmyslnou a knihu Zamrzlá evoluce aneb Je to jinak, pane Darwin, v anglickém překladu (Frozen evolution) za brak označil ve své recenzi Dan Graur.
S faktickými námitkami svých oponentů se autor pokusil vyrovnat v knize Evoluční tání, kde rovněž projasnil některé body, které u odborné veřejnosti vyvolávaly nepochopení, a ve větším detailu představil makroevoluční implikace teorie zamrzlé plasticity, tj. teorii zamrzlé evoluce. Kniha samotná se dočkala pozitivních recenzí v časopisech Vesmír a Respekt. Na témata blízká konceptu zamrzlé evoluce včetně teorie zamrzlé plasticity autor přednášel i na několika mezinárodních konferencích. Rozpracování a popularizaci myšlenek teorií zamrzlé plasticity a zamrzlé evoluce se věnuje také student J. Flegra Jan Toman.
Českou laickou veřejností byla teorie zamrzlé plasticity vřele přijata a zejména v souvislosti s vydáním knihy Zamrzlá evoluce aneb Je to jinak, pane Darwin, se dočkala značného mediálního pokrytí. To platí v menší míře také o teorii zamrzlé evoluce, detailně představené v knize Evoluční tání. Kniha Zamrzlá evoluce aneb Je to jinak, pane Darwin, získala v roce 2006 cenu Magnesia Litera v kategorii naučná literatura. K tématu proběhlo i několik veřejných přednášek a diskuzí.